# Drepanogynis athroöpsegma
Drepanogynis athroöpsegma là một loài bướm đêm trong họ Geometridae.